# بيجو كيسومبي موندابا
بيجو موندابا كيسومبي (ولد في 29 سبتمبر 1976 في زائير، جمهورية الكونغو حاليا) هو لاعب كرة قدم دولي كونغولي، لعب في مركز الدفاع لمنتخب جمهورية الكونغو الديمقراطية لكرة القدم. شارك في كأس الأمم الأفريقية 1998، وكأس الأمم الأفريقية 2002 وكأس الأمم الأفريقية 2004. آخر ظهور له كان مع فيتا كلوب الكونغولي.